# Tannodia swynnertonii
Tannodia swynnertonii là một loài thực vật thuộc họ Euphorbiaceae. Loài này có ở Mozambique, Tanzania, và Zimbabwe.